# Jiří Bělohlávek
Jiří Bělohlávek (ur. 24 lutego 1946 w Pradze, zm. 31 maja 2017 tamże) – czeski dyrygent symfoniczny i operowy cieszący się międzynarodową renomą; pedagog. Prowadził wiele uznanych orkiestr, w tym: BBC Symphony Orchestra, Berliner Philharmoniker, Boston Symphony Orchestra, Cleveland Orchestra, Gewandhausorchester Leipzig, New York Philharmonic, Sächsische Staatskapelle Dresden i San Francisco Symphony. Inscenizator wielu dzieł operowych. Popularyzator muzyki czeskiej. Komandor Orderu Imperium Brytyjskiego.

## Biografia i działalność
Jiří Bělohlávek już w młodym wieku został wprowadzony przez ojca, sędziego z zawodu, zapalonego pianistę, w tajniki muzyki klasycznej. Mając cztery lata został członkiem chóru dziecięcego, a wkrótce potem rozpoczął naukę gry na fortepianie. Uczył się również gry na wiolonczeli pod kierunkiem Karela Pravoslava Sádlo. Później rozpoczął studia w Konserwatorium w Pradze oraz w Akademii Muzycznej w Pradze. Wtedy też zaczął dyrygować kształcąc się pod kierunkiem Roberta Brocka, Aloisa Klimy, Bohumíra Liška i Josefa Veselki. W 1968 roku, w czasie praskiej wiosny, znanej jako krótkie interludium umiarkowanego komunizmu w Czechosłowacji, rumuński dyrygent Sergiu Celibidache dawał wykłady dla studentów dyrygentury w Pradze, a Bělohlávek przyciągnął jego uwagę. W tym czasie Celibidache pracował w Szwecji jako główny dyrygent Orkiestry Symfonicznej Szwedzkiego Radia. Zaprosił Bělohlávka do siebie oferując mu stanowisko swego asystenta. Bělohlávek przyjął ofertę i następne dwa lata spędził w Sztokholmie pracując z Celibidache.
Punktem kulminacyjnym ich współpracy było wygranie przez Bělohlávka Czeskiego Konkursu Młodych Dyrygentów w 1970 roku, a także dotarcie do finału prestiżowego Konkursu Dyrygentów im. Herberta von Karajana w 1971 roku. W latach 70. Bělohlávek był dyrygentem czeskich orkiestr symfonicznych, kolejno: Filharmonii Czeskiej (1970–1972; jako asystent dyrygenta), Państwowej orkiestry filharmonicznej w Brnie (1972–1978; jako dyrygent) i Orkiestry Symfonicznej w Pradze (1978–1989; jako główny dyrygent). W ciągu tych lat ściśle współpracował z Václavem Neumannem, głównym dyrygentem Filharmonii Czeskiej w latach 1968–1990. Dzięki Neumannowi Bělohlávek nawiązał w 1979 roku kontakt z berlińską Komische Oper, w której Bělohlávek zadebiutował jeszcze w tym samym roku prowadząc operę Tajemnica Smetany, a następnie, w 1980 roku, operę Rake’s progress Strawinskiego.
Od wczesnych lat 80. Bělohlávek działał jako dyrygent niezależny debiutując na różnych scenach Europy oraz Kanady (Toronto, 1982). W 1990 roku zastąpił Neumanna na stanowisku głównego dyrygenta Filharmonii Czeskiej; funkcję tę pełnił do 1992 roku.
Na stanowisko dyrygenta Filharmonii Czeskiej powrócił we wrześniu 2012 roku, po zdobyciu międzynarodowego uznania. Oprócz współpracy z Filharmonią Czeską Bělohlávek regularnie prowadził między innymi takie orkiestry jak: Berliner Philharmoniker, Boston Symphony Orchestra, Cleveland Orchestra, Gewandhausorchester Leipzig, New York Philharmonic, Sächsische Staatskapelle Dresden i San Francisco Symphony, występując na festiwalach między innymi w Berlinie, Edynburgu, Lucernie, Montreux, Perth, Salzburgu i Tanglewood.
W 1994 roku Bělohlávek został mianowany dyrygentem gościnnym Teatru Narodowego w Pradze. W tym samym roku założył Filharmonię Praską, na czele której stał do 2004 roku. Z Filharmonią Praską dokonywał nagrań oraz odbywał liczne tournée. Wystąpił w telewizji BBC w ramach koncertów Proms w lipcu 2004 roku.
We wrześniu 1995 roku został mianowany głównym dyrygentem gościnnym BBC Symphony Orchestra, pozostając na tym stanowisku do roku 2000. Z orkiestrą BBC zadebiutował prowadząc oratorium Epos o Gilgameszu Martinů. W czerwcu 2006 roku został głównym dyrygentem orkiestry BBC, z którą w tym samym roku wystąpił na Proms. Z orkiestrą tą nagrał szereg dzieł muzyki czeskiej jak: Wyprawy pana Brouczka Janáčka, symfonie Bohuslava Martinů oraz różne utwory Josefa Suka. Jako przewodniczący Międzynarodowego Festiwalu Muzycznego Praska Wiosna, Bělohlávek konsekwentnie promował muzykę kompozytorów czeskich, zarówno uznanych jak: Martinů, Dvořák, Smetana, Janáček i Suk, jak i mniej znanych jak: Anton Foerster czy Otakar Ostrčil.
W sezonie 2012/13 Bělohlávek był dyrygentem gościnnym Rotterdams Philharmonisch Orkest, a we wrześniu 2013 roku otrzymał posadę jej głównego dyrygentem gościnnego na sezon 2013/14.

## Inscenizacje operowe
W 2004 roku Belohlávek zadebiutował w Metropolitan Opera wystawiając operę Katia Kabanowa Janáčka. W teatrze tym wystawił również Eugeniusza Oniegina Czajkowskiego i Rusałkę Dvořáka. Współpracował z największymi teatrami operowymi świata, jak: londyński Covent Garden Theatre (Eugeniusz Oniegin Czajkowskiego), madrycki Teatro Real (Katia Kabanowa), Glyndebourne Festival Opera (Tristan i Izolda, Rusałka, Jenůfa Janáčka), genewski Grand Théâtre (Z martwego domu Janáčka) i praski Teatr Narodowy (Legendy o Maryi Martinů).

## Działalność pedagogiczna
Jiří Bělohlávek jest też cenionym pedagogiem. W 1997 roku został mianowany profesorem w Akademii Sztuk Scenicznych w Pradze; do 2009 roku był dyrektorem Wydziału Dyrygentury tej uczelni. Do jego wychowanków należą między innymi Jakub Hrůša i Tomáš Netopil.

## Działalność nagraniowa
Jiří Bělohlávek miał w dorobku obszerną dyskografię, był pierwszym dyrygentem od czasów Herberta von Karajana, który przez dwa lata z rzędu otrzymał nagrodę Gramophone Award for Orchestral Recording. Dokonał ponad 80 nagrań dla takich wytwórni jak: Supraphon, Deutsche Grammophon, Chandos, Warner Classics, Harmonia Mundi i Arthaus Musik.

## Odznaczenia
Jiří Bělohlávek był komandorem Orderu Imperium Brytyjskiego. W 2001 roku odznaczony został czeskim Medalem Za Zasługi I stopnia.